# Wasserturm Straubing

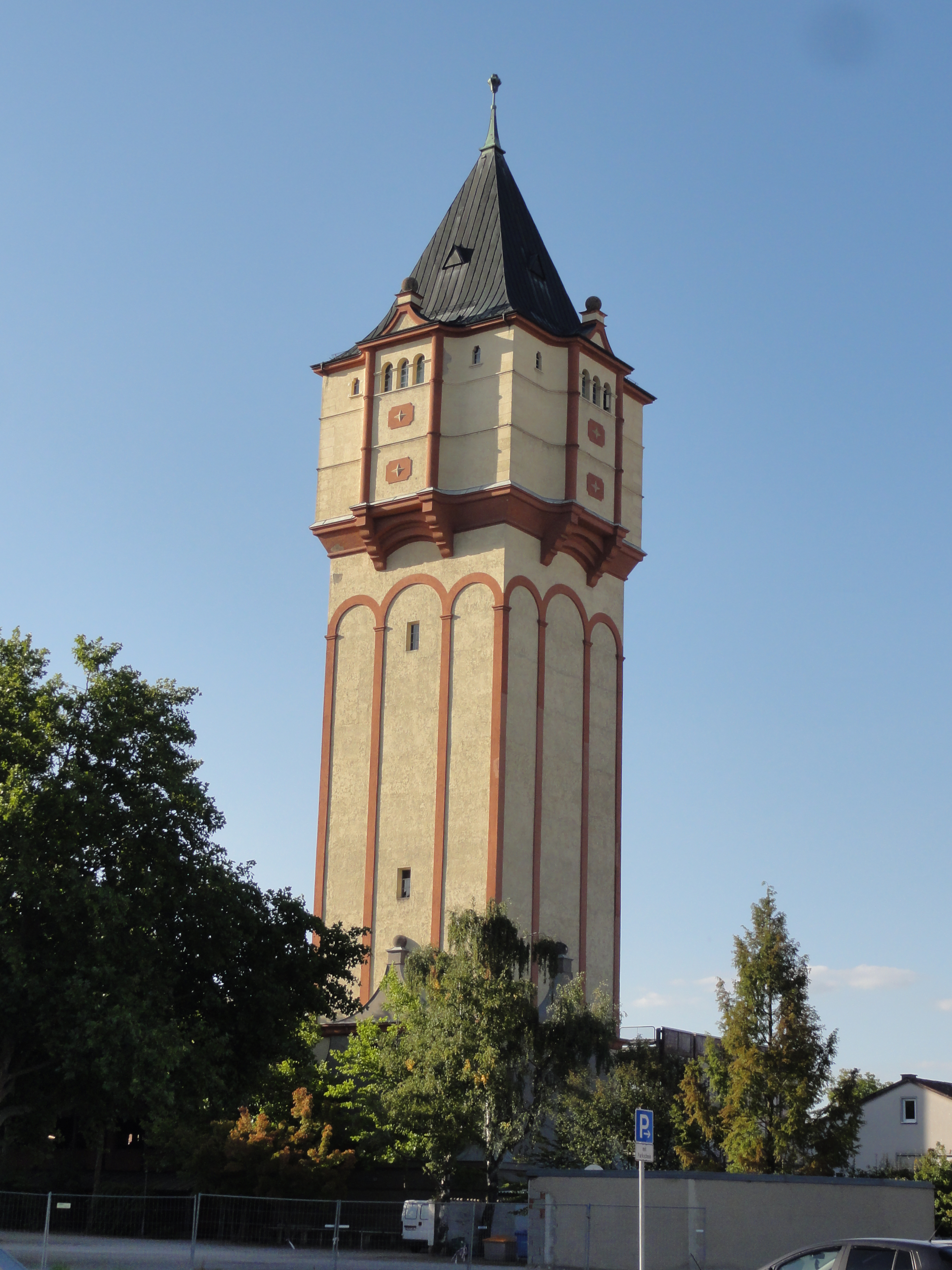
Wasserturm Straubing

Der Wasserturm Straubing ist ein 1922 in Straubing erbauter Wasserturm. Er gehört mit einer Höhe von 65 Metern zu den höchsten Wassertürmen in Bayern und verfügt über einen Wasserbehälter von 900 Kubikmetern, dessen Wasserspiegel sich in einer Höhe von 45 Metern befindet. Der Wasserturm Straubing dient heutzutage überwiegend zum Druckausgleich und zur Lieferung der Führungsgröße für die Hauptpumpen. Seine Mauern haben eine Stärke von 70 Zentimetern.
Das Turmbauwerk wurde über quadratischem Grundriss errichtet und wird von einem steilen Pyramidendach gedeckt. Verziert ist es im Stil der Neorenaissance. Architekt war Karl Hassold. Der Turm steh unter Denkmalschutz.